# 吉池
株式会社吉池（よしいけ）は、東京都台東区上野3丁目の御徒町駅前に本店を構える小売り事業を中心とした企業である。

## 概要
『吉池』は創業者である高橋與平（たかはし よへい）の実家の屋号に由来し、高橋の出身地である新潟県産物を、食品や酒類コーナーで豊富に取り揃える。一般のスーパーは商品数2万点と言われる中、吉池は4万5千であり、その売上の55％は鮮魚が占めている。また、北海道に自社鮭専門加工場も持っており、海産物への強いこだわりが感じられる。
本店の他、港区赤坂に1店舗を有する。箱根湯本にある吉池旅館、上野にあるビジネスホテル「吉池」も経営している。また、吉池本店ビル内の店舗をはじめとして外食事業も多く手掛けている。
茶道、華道、着付け、料理など各種文化教室を本店8階こまくさ学院（各地に存在するこまくさ学園とは無関係）で催している。かつて、筑波大学学生宿舎内で売店を運営していた。

## 来歴
1920年（大正9年）5月 - 新潟県東頸城郡布川村（現在の十日町市）出身の高橋與平が、東京府芝区芝赤羽町（現在の港区三田1丁目）に鮮魚小売店を開業する。
1933年（昭和8年）11月 - 現在地へ移転し、鉄筋地上5階、地下1階の本店ビルを新築。これ以降、鮮魚を中心に食料品、衣料品、酒、日用雑貨等を幅広く取り扱い事業を拡大する。
1940年（昭和15年） - 吉池旅館を箱根湯本に開館する。「旧岩崎彌之助邸別邸和館」を購入し、併設する。
1941年（昭和16年）9月 - 株式会社吉池商店を設立。
1963年（昭和38年）8月 - 株式会社吉池に社名変更する。
1964年（昭和39年）5月 - 本店ビルを地下2階地上8階に増築。
1979年（昭和54年）5月 - 赤坂店（港区赤坂5丁目）開店。
1986年（昭和61年）8月 - 北海道別海町西別に鮭専門加工場完成、操業開始。
2012年（平成24年） - ビル建て替えのため2月末で店舗を一時閉店し仮設店舗での営業。同年10月に工事に着手。外部テナントとして、ユニクロ、ジーユー、ユザワヤの他、飲食店も入居。
2014年（平成25年）4月 - 全館グランドオープンした。

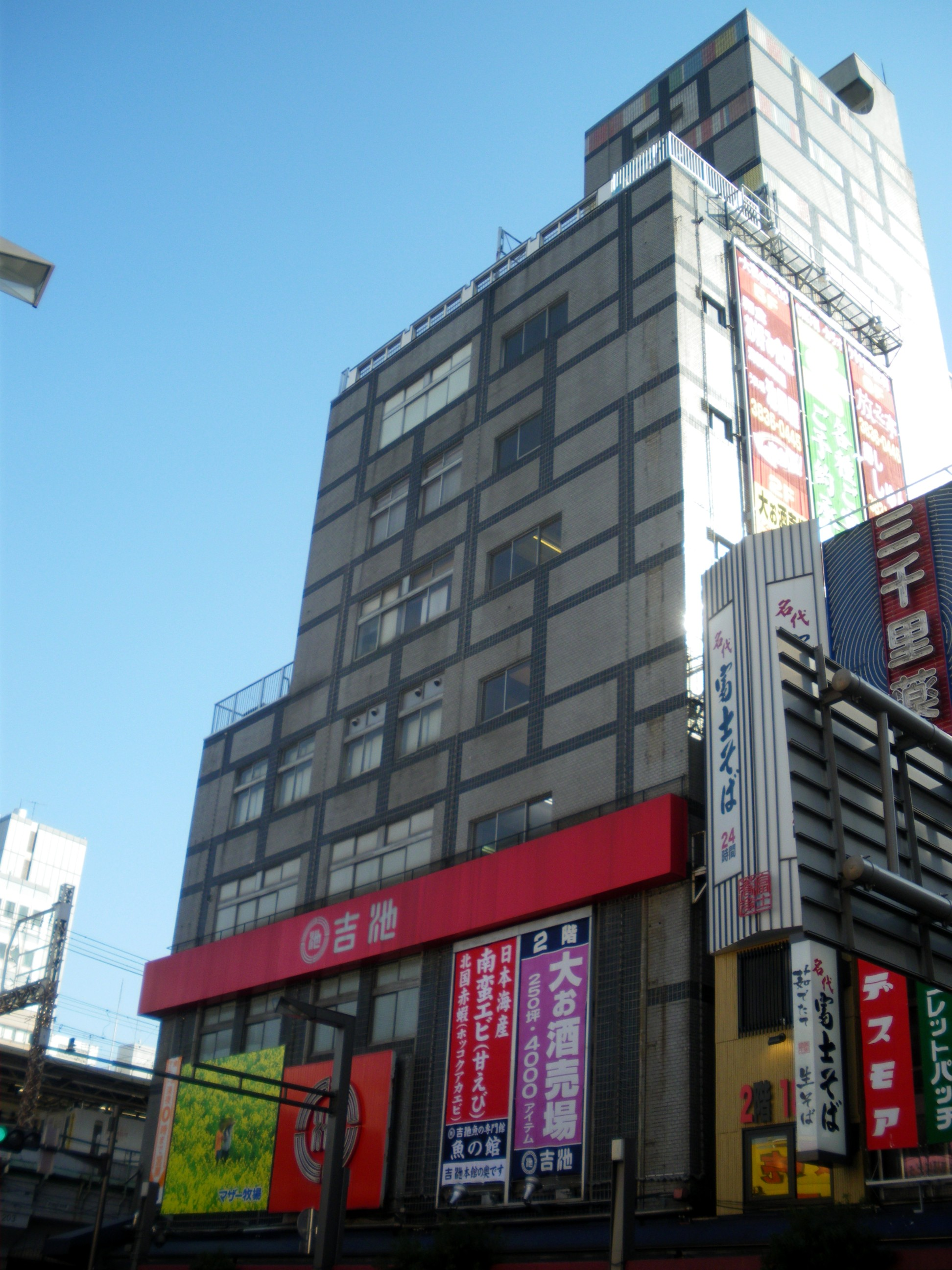
旧本店ビル（2009年撮影）

ビル建て替え後は、外国人観光客の姿も多くみられ賑わいを見せている。

## CM
CMはラジオのみ
- くにまるワイド ごぜんさま〜
- 大竹まこと ゴールデンラジオ!
- 吉田照美のやる気MANMAN!

## 吉池土曜落語会
1984年、軋轢により鈴本演芸場から撤退した落語芸術協会が、7階和室を用いて『吉池土曜落語会』を開催した。
吉池経営陣の理解と支援から当初、常打ち寄席の予定だったが、劇場営業許可を得ておらず、東京消防庁の指導に従いお座敷食堂のイベントという体裁で客に湯茶や栄養ドリンクを供しながら、週1日のみ興行された。
しがらみが無い立場から立川流噺家の出演や、マスコミへの露出機会が少ない色物や、戦前生まれのベテランが最晩期に披露した熟練芸などが催された。舞台と客席の距離が近く貴重な寄席であった。
しかし、宣伝不足から活況を呈さず、1996年5月に永谷商事のお江戸上野広小路亭が開館したことで、落語芸術協会の定席を広小路亭で行うことに伴い終了した。

## かつて存在した店舗
いずれも創業者と深い縁のある新潟県上越市にあり、利益の大きい店舗ではなかったが、世話になった地域への恩返しという意味で運営されていた。
- 1972年 - 高田店（新潟県上越市仲町4丁目2、高田駅前、2階に併設された大きな書店も吉池が運営）1996年に閉店[7]。
- 1973年 - 春日山店（新潟県上越市）1984年に同市木田1ㇸ移転。2012年2月に閉店[7]。
- 1974年 - 直江津店（新潟県上越市、直江津駅前）1996年に閉店[7]。

## 関連人物
- HIKAKIN - YouTuber

下積み時代に吉池で勤務していたことがしばしば本人の口から語られる。テレビで当時の上司と共演するなど良好な関係を築いている。上司曰く「とにかく真面目でPOP作りもうまくて、お客さん目線で考えていたんです。今の仕事とも結びつくところもあると思う」と、当時から人を喜ばせるアイデアを持ち、真面目でストイックな性格であったという。
創業者と縁の深い新潟県上越地域に昔から多くの求人を出していた吉池であり、HIKAKINが在籍していた高校にも求人があった縁で就職した。
- 立川談志 - 落語家

前述の経緯から、しばしば吉池土曜落語会の高座に上がっていた。